# كلوديا مورغان
كلوديا مورغان (بالإنجليزية: Claudia Morgan)‏ هي ممثلة أمريكية، ولدت في 12 يونيو 1911 في بروكلين في الولايات المتحدة، وتوفيت في 17 سبتمبر 1974 في نيويورك في الولايات المتحدة.

## وصلات خارجية
- كلوديا مورغان على موقع IMDb (الإنجليزية)
- كلوديا مورغان على موقع قاعدة بيانات برودواي على الإنترنت (الإنجليزية)
- كلوديا مورغان على موقع قاعدة بيانات الفيلم (الإنجليزية)